# Chimera di Arezzo

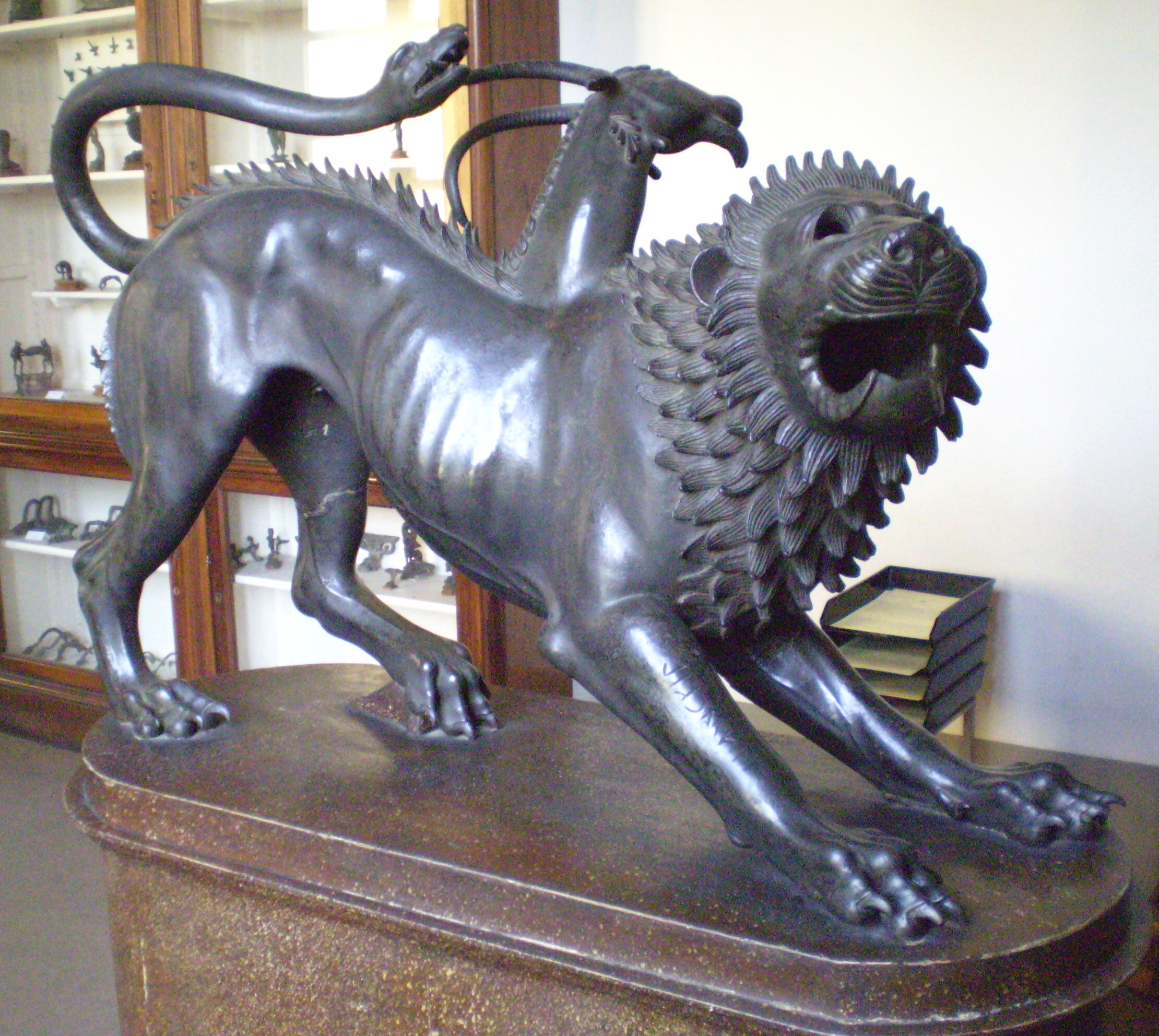
Altra veduta (vecchia collocazione)

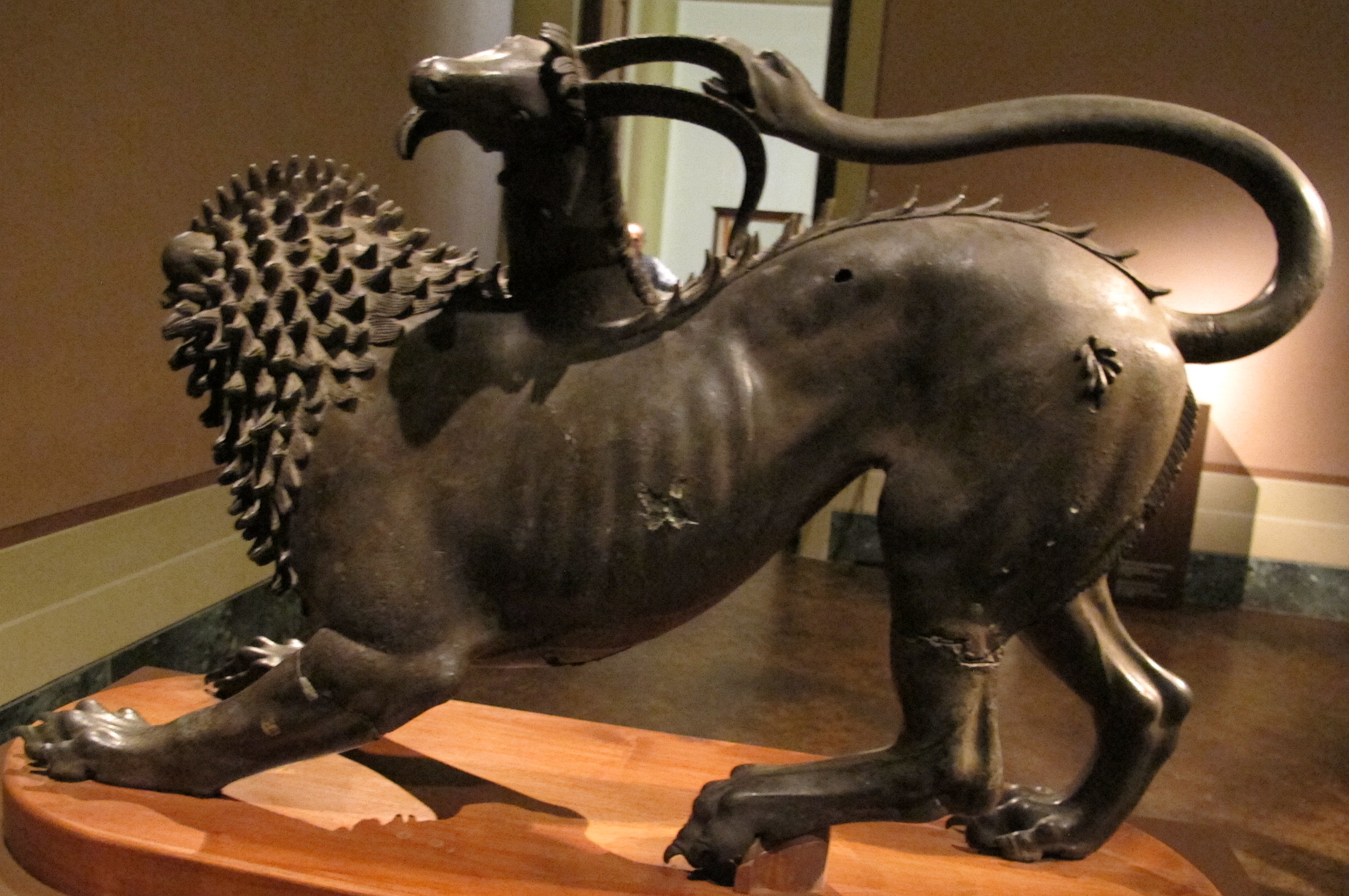
Retro

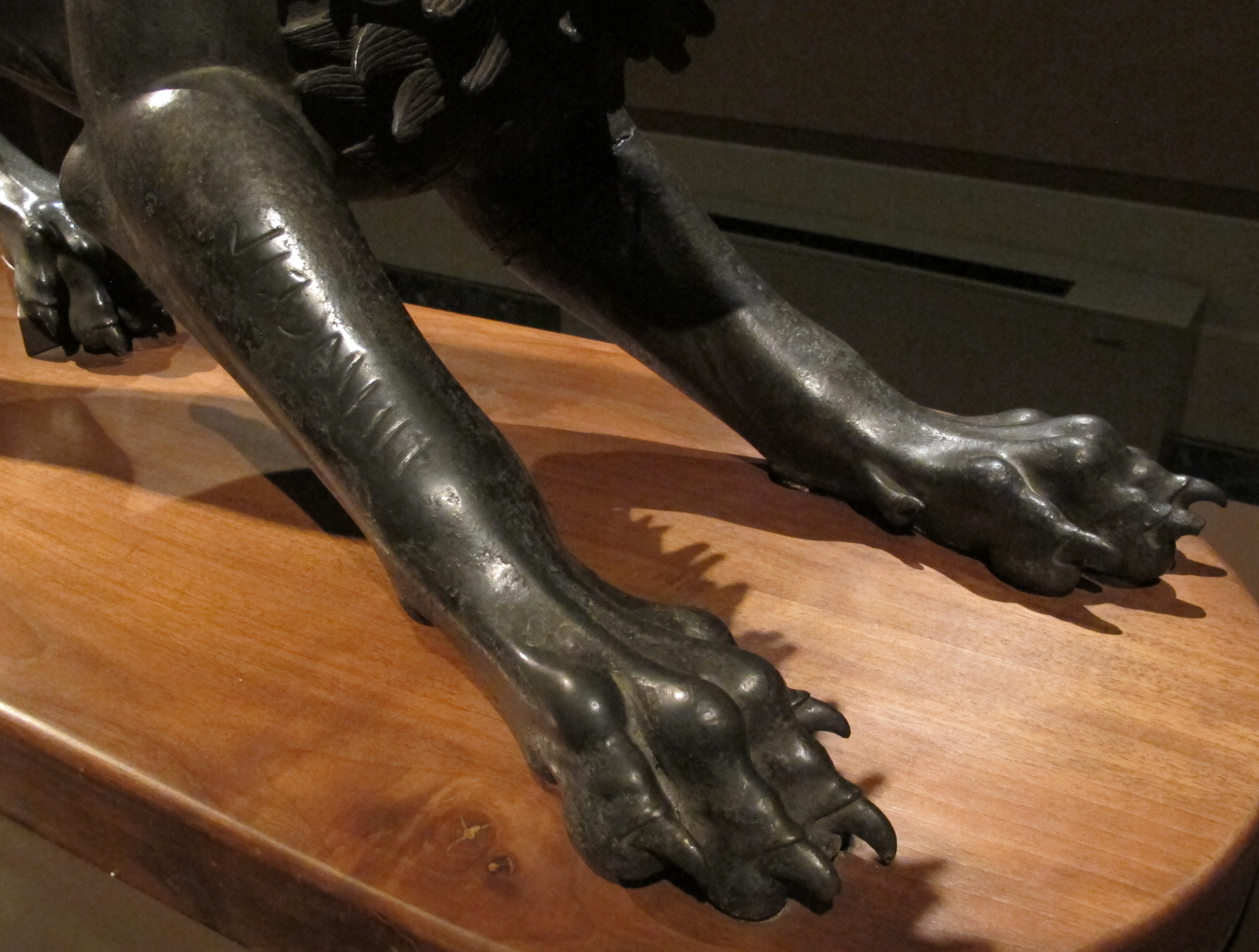
L'iscrizione

La Chimera di Arezzo è un bronzo etrusco, una  belva con la forma di un leone, coda da serpente e la capra che nasce dalla schiena probabilmente opera di un'équipe di artigiani attiva nella zona di Arezzo, che combinava modello e forma stilistica di ascendenza greca o italiota all'abilità tecnica fornita da maestranze etrusche. È conservata presso il Museo archeologico nazionale di Firenze, ha altezza di 78,5 cm e lunghezza di 129 cm. È il simbolo del Quartiere di Porta del Foro, uno dei quattro quartieri della Giostra del Saracino di Arezzo. La scultura rappresenta un leone in posizione aggressiva a bocca aperta e con artigli estroflessi, con una testa di capra che nasce dalla schiena e un serpente al posto della coda che aggredisce mordendo uno dei corni della capra.

## Storia
La sua datazione è fatta risalire a un periodo compreso tra l'ultimo quarto del V e i primi decenni del IV secolo a.C. Faceva parte di un gruppo di bronzi sepolti nell'antichità per poterli preservare.
Con l'aiuto del cavallo alato Pegaso, Bellerofonte riuscì a sconfiggere la Chimera con le sue stesse terribili armi: immerse la punta del suo giavellotto nelle fauci della belva, il fuoco che ne usciva sciolse il piombo che uccise l'animale.
Si tratta di una statua di bronzo rinvenuta il 15 novembre 1553 in Toscana, nella città d'Arezzo durante la costruzione di fortificazioni medicee alla periferia della cittadina, fuori da Porta San Lorentino (dove oggi si trova una replica in bronzo). Venne subito reclamata dal granduca di Toscana Cosimo I de' Medici per la sua collezione, il quale la espose pubblicamente presso il Palazzo Vecchio, nella sala di Leone X. Venne poi trasferita presso il suo studiolo di Palazzo Pitti, in cui, come riportato da Benvenuto Cellini nella sua autobiografia, "il duca ricavava grande piacere nel pulirla personalmente con attrezzi da orafo".
Per Cosimo I, identificatosi in un  neo principe etrusco, il bronzo simboleggiava  le forze distruttive e negative e i nemici che  aveva dovuto fronteggiare e sconfiggere. A tale proposito Vasari scrisse: “ha voluto il fato che la si sia trovata nel tempo del Duca Cosimo il quale è oggi domatore di tutte le chimere“.
Il ritrovamento fu considerato una fortunata circostanza in un momento culturale in cui Cosimo I  sosteneva la supremazia della cultura e dell’arte etrusca su quella classica e romana, dovuta alla sua anteriorità, coerentemente con le sue ambizioni politiche.
Dalle notizie del ritrovamento, presenti nell'Archivio di Arezzo, risulta che questo bronzo venne identificato inizialmente con un leone poiché la coda, rintracciata in seguito da Giorgio Vasari, non era ancora stata trovata e fu ricomposta solo nel XVIII secolo grazie a un restauro visibile ancora oggi. Vasari nei suoi Ragionamenti sopra le invenzioni da lui dipinte in Firenze nel palazzo di loro Altezze Serenissime risponde così a un interlocutore che gli domanda se si tratta proprio della Chimera di Bellerofonte
Si suppone però che il restauro alla coda sia un restauro sbagliato: il serpente avrebbe dovuto avventarsi minacciosamente contro Bellerofonte e non mordere un corno della testa della capra, poiché essa è proprio parte integrante del corpo stesso della chimera.
Il restauro alla coda di serpente non è l'unico restauro che è stato effettuato. Infatti, anche le zampe del lato sinistro della chimera furono grossolanamente ricomposte con delle colate di bronzo.
Nel 1718 venne poi trasportata nella Galleria degli Uffizi e in seguito fu trasferita nuovamente, insieme all'Idolino e ad altri bronzi classici, presso il Palazzo della Crocetta, dove si trova tuttora, nell'odierno Museo archeologico di Firenze. Recentemente è stata esposta all’ingresso del Museo Archeologico di Firenze una copia definita "identica" fusa da calco eseguito sull’originale dalla Fonderia Artistica Ferdinando Marinelli.
Un'altra copia della Chimera, a grandezza naturale, è stata collocata su un basamento nel piazzale antistante all'ingresso della stazione ferroviaria di Arezzo,

## Descrizione e stile
Nella mitologia greca la Chimera ha testa di leone, la coda a forma di serpente e una testa di capra nel mezzo della schiena, che terrorizzava la terra della Licia, infatti in tale regione si trova il Monte Chimera.
La Chimera di Arezzo raffigura un mostro che sta per saltare addosso a qualcuno, probabilmente un nemico, con la bocca spalancata e la criniera irta. La testa di capra sul dorso è già reclinata e morente a causa delle ferite ricevute dallo stesso serpente. Il corpo è modellato in maniera da mostrare le costole del torace, mentre le vene solcano il ventre e le gambe. Probabilmente, la Chimera faceva parte di un gruppo con Bellerofonte e Pegaso ma non si può escludere completamente l'ipotesi che si trattasse di un'offerta votiva a sé stante. Quest'ipotesi sembra essere confermata dalla presenza di un'iscrizione sulla zampa anteriore destra, in cui vi si legge la scritta TINSCVIL o TINS'VIL (TLE^2 663), che significa "donata al dio Tin", cioè il re degli dèi.
La Chimera presenta elementi arcaici, come la criniera schematica e il muso leonino simile a modelli greci del V secolo a.C., mentre il corpo è di una secchezza austera. Altri tratti sono invece più spiccatamente naturalistici, come l'accentuazione drammatica della posa e la sofisticata postura del corpo e delle zampe. Questa commistione è tipica del gusto etrusco della prima metà del IV secolo a.C. e attraverso il confronto con leoni funerari coevi si è giunti a una datazione attorno al 380-360 a.C.
È da osservare il particolare della criniera, molto lavorata, e che riproduce abbastanza fedelmente (per l'epoca) l'aspetto naturale del felino. Si pensa infatti che il leone europeo conosciuto dai Greci non avesse una criniera sviluppata quanto i cugini africani o asiatici e fosse più piccolo.

## Bibliografia

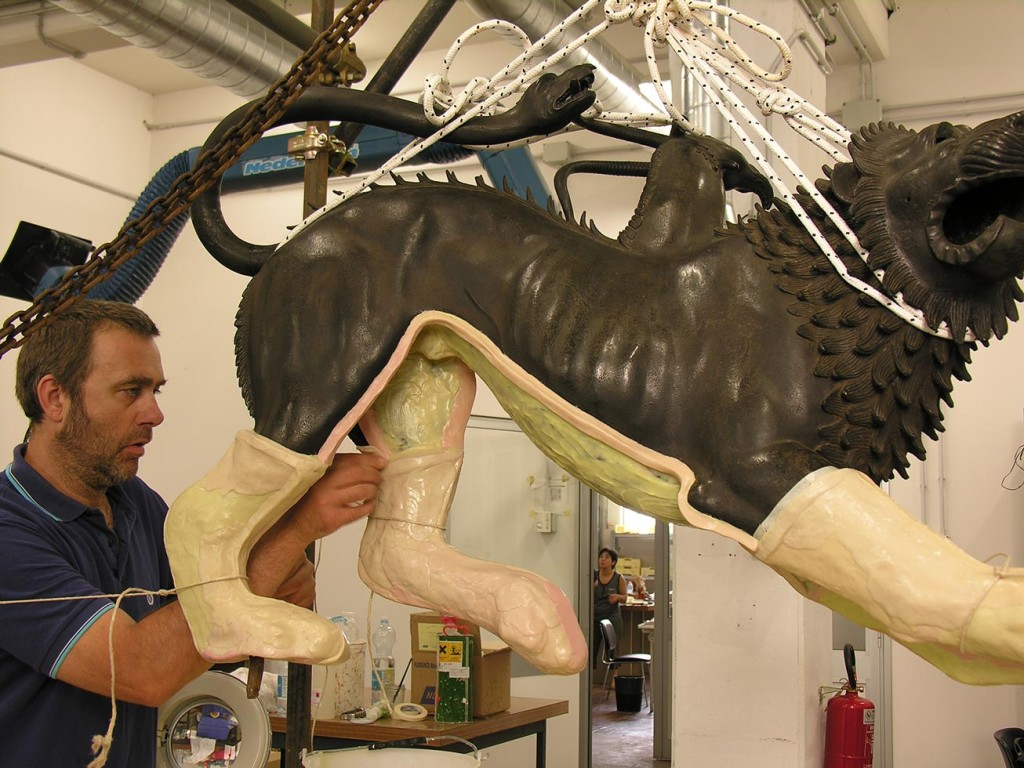
Calco negativo sulla Chimera Etrusca eseguito dalla Fonderia Artistica Ferdinando Marinelli di Firenze

## Collegamenti esterni

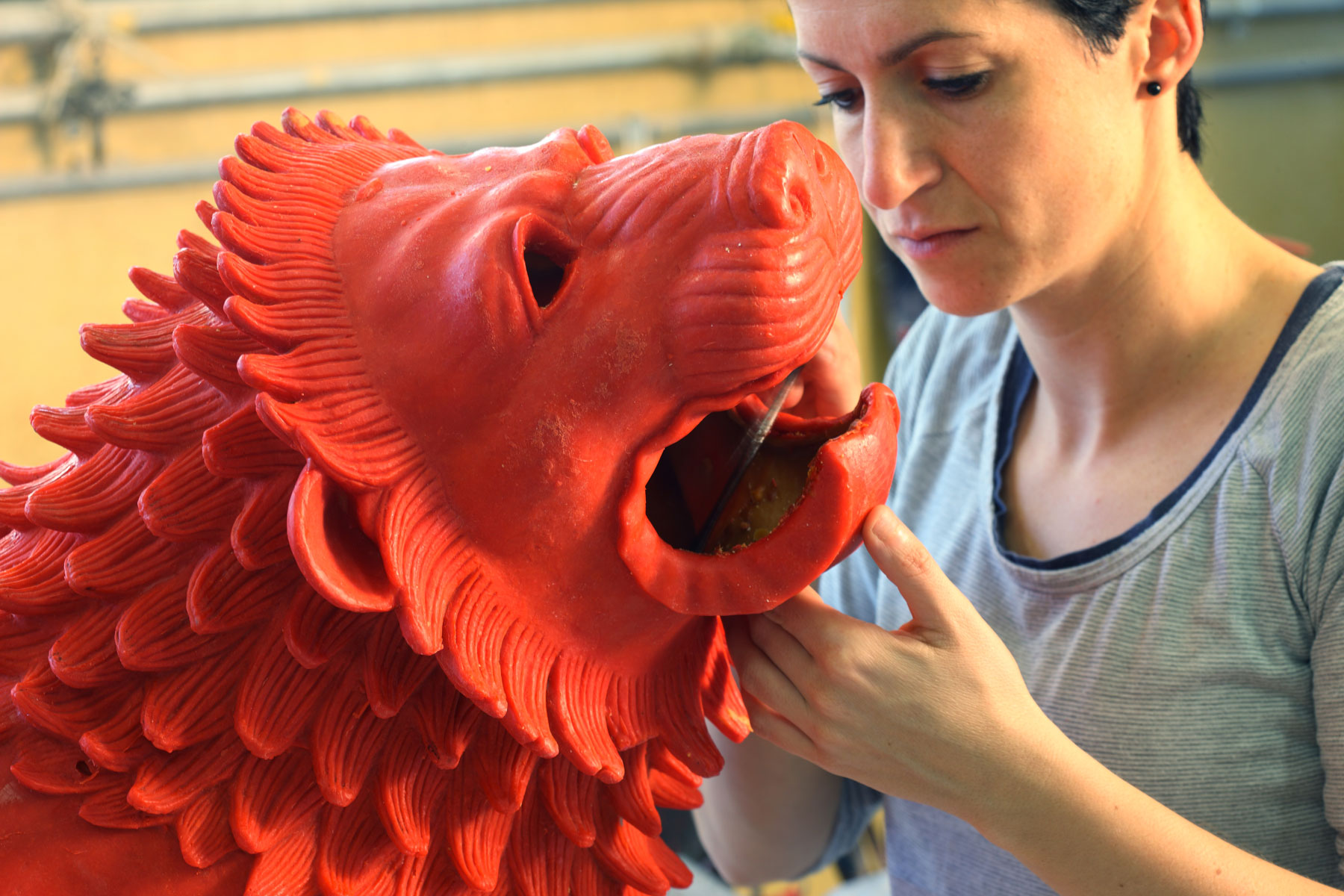
Ritocco del modello in cera della replica identica della Chimera Etrusca realizzata dalla Fonderia Artistica Ferdinando Marinelli di Firenze